# Stephan Fürstner
Stephan Fürstner (Munique, 11 de Setembro de 1987) é um futebolista alemão. Atualmente, joga pelo Greuther Fürth.